# 埃马努埃尔·冯·德帕伦

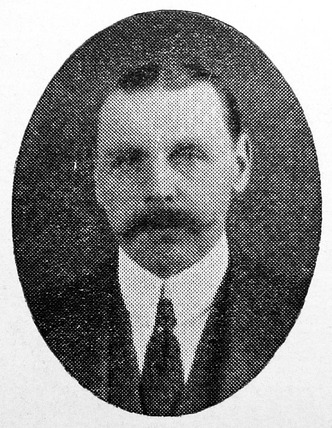
埃馬努埃爾·馮·德帕倫

埃马努埃尔·冯·德帕伦男爵（德語：Emanuel Baron von der Pahlen，1882年7月4日—1952年7月18日）是一名德国天文学家。
他的俄语名为埃马努埃尔·阿纳托利耶维奇·帕伦（俄语：Эммануил Анатольевич Пален），出生于俄罗斯圣彼得堡一个德国贵族家庭，十月革命后迁至德国。后就读于哥廷根大学，并在那里获得数学博士学位。一战以前，他曾在1905年、1912年和1914年三次参与日食的探索。一战期间，他任聘于波茨坦天文台，也曾任教于巴塞尔大学。1947年发表了《星系演变》（德語：Einführung in die Dynamik von Sternsystemen），是一部有关星系的241页著作。
月球上的冯·德帕伦环形山就是以他的名字所命名。